# Walter Christaller
Walter Christaller (1893-1969) va ser un geògraf alemany, militant del partit nazi i del partit comunista després de la Segona Guerra Mundial. La seva principal aportació va ser la teoria dels espais centrals, base de la geografia quantitativa. Segons aquesta teoria, les ciutats esdevenen centres de regions naturals, delimitades pel transport de mercaderies i persones en una zona radial des del centre (si el punt de venda o residència està massa allunyat, l'individu agafa una altra referència o centre). Les ciutats més grans esdevenen centres per a serveis o béns més costosos o rars, mentre que per al petit consum hi ha centres més propers, formant-se llavors una jerarquia de poblacions de fins a sis nivells d'importància i mida. L'àrea d'influència de cada ciutat adopta una forma semblant a l'hexàgon, perquè és la més eficient sense solapaments amb altres poblacions. Aquesta àrea es veu modificada per la millora dels transport i per les rivalitats entre viles, que busquen d'aconseguir clients limítrofs per fer créixer la seva influència en detriment dels competidors.